# Weststadt (Osnabrück)
Weststadt ist ein Stadtteil von Osnabrück mit 9.403 Einwohnern (12/2022), die sich auf 3,18 km² Fläche verteilen. Er liegt westlich der Innenstadt und grenzt weiterhin an die Stadtteile Westerberg, Wüste und Hellern.

## Räumliche Gliederung
Im östlichen Teil der Weststadt bildet das Katharinenviertel mit seinen Gründerzeitbauten, Grünflächen, verkehrsberuhigten Zonen und Fahrradstraßen eine ruhige und grüne Zone zwischen den Ein- und Ausfallstraßen Lotter Straße im Norden und Martinistraße im Süden. In der Weststadt gibt es aufgrund der günstigen Lage zwischen den Hauptstandorten der Universität und der Hochschule seit jeher viele Studenten-WGs. Die größtenteils dichte Wohnbebauung nimmt nach Westen hin ab, wo dann auch Gewerbe und ländlichere Flächen zu finden sind.

## Geschichte
Die Besiedlung der Weststadt begann, angefangen mit dem Katharinenviertel, im Wesentlichen seit 1843, als das Festungsgebot aufgehoben wurde. Dieses hatte größere Bebauung zuvor nur innerhalb der historischen Stadtmauern Osnabrücks möglich gemacht.
Im Jahr 1906 ist in Anwesenheit des Landesrabbiners die Synagoge in der Rolandstraße eröffnet worden. Sie wurde im Zuge der Novemberpogrome 1938 in Brand gesetzt und unmittelbar darauf abgerissen. Der Abschnitt der Rolandstraße, an dem sich die Synagoge befunden hatte, wurde 1978 in Alte-Synagogen-Straße umbenannt. An der früheren Position der Synagoge wurde 2004 ein Mahnmal errichtet.
Ebenfalls 1906 wurde die Osnabrücker Straßenbahn mit zwei Linien eröffnet, von denen die Linie 1 die Weststadt über Lotter Straße, Heger Tor, Rißmüllerplatz, Rathaus, Nikolaiort, Hauptpost mit dem Hauptbahnhof verband. Ab 1925 kam die Linie 3 vom Martiniplatz (H.-Lübke-Platz) über die Martinistraße, Arndtplatz, Neumarkt, Hauptpost in den Schinkel hinzu. Später wurde die Linie 1 zum Heger Friedhof verlängert und ein Betriebsgleis durch die Straße Am Kirchenkamp zur Verbindung der beiden Linienäste angelegt. Das Straßenbahndepot befand sich an der Lotter Straße. Nach der Stilllegung der Straßenbahn wurde es ab 1960 als Busdepot der Stadtwerke Osnabrück genutzt, ehe es 2006 in die Gartlage umzog.
An der Rheiner Landstraße, gegenüber der Einmündung der Ernst-Sievers-Straße, lag ab 1907 das stadtbekannte Ausflugslokal Schweizerhaus. Es wurde vom Gastronom Fritz Feldmann bewirtschaftet. In dem Lokal wurden regelmäßig Tanztees und Vereinsversammlungen abgehalten. Als die Blütezeit des Schweizerhauses in den 1970er Jahren vorüber war, richtete die 24-jährige Conny Overbeck dort 1976 den alternativen Musikclub Hyde Park ein. Die vor allem bei jungen Leuten beliebte, bei den Anwohnern jedoch verpönte Diskothek wurde am 31. Juli 1983 geschlossen, was zu Straßenschlachten der Besucher mit der Polizei führte. Später wurde der „Park“ am Fürstenauer Weg wiedereröffnet, wo er sich bis heute befindet. Das Gebäude an der Rheiner Landstraße wurde 1988 abgerissen.
1921 wurde an der Martinsburg ein Licht- und Freiluftbad nach Vincenz Prießnitz, das sogenannte Prießnitzbad eröffnet. 1926 wurde es um ein Schwimmer- und Nichtschwimmerbecken ergänzt und damit ein „richtiges“ Freibad. Betrieben wurde das Bad vom „Verein für naturgemäße Lebens- und Heilweise Prießnitz“, das Wasser wurde der angrenzenden Martinsquelle entnommen. Im Zweiten Weltkrieg dienten die Becken des Freibades als Löschteiche bei Luftangriffen und wurde selber stark beschädigt. Nach dem Kriegsende nutzten die britischen Besatzungstruppen bis 1953 das Bad. Nach dieser letzten Nutzung verwahrloste das Gelände und wurde 1968 zum Teil dem benachbarten Sportpark Blumenhalle zugeschlagen. Letzte verbliebene Reste des Freibades wurden 1997 entfernt.

## Einrichtungen im Stadtteil
Im Osten des Stadtteils, an der Lotter Straße 6 befindet sich das emma-theater, eine Spielstätte der Städtischen Bühnen, in einem repräsentativen Bau im neoromanischen Stil. Hier waren das Ernst-Moritz-Arndt-Gymnasium (1867–1980) und später die Hans-Calmeyer-Orientierungsstufe (1980–2003) untergebracht. Seit 2004 werden Teile des Gebäudes auch von der Möser-Realschule am Westerberg und der Grundschule Altstädter Schule genutzt. An der Grenze zur Innenstadt liegt der Museumskomplex am Heger Tor, bestehend aus dem Felix-Nussbaum-Haus, dem Kulturgeschichtlichen Museum und dem Akzisehaus. In einem denkmalgeschützten Bau am Heger-Tor-Wall, dem Sitz der früheren Bezirksregierung, ist heute die Polizeidirektion Osnabrück ansässig.
Im Westen des Stadtteils befindet sich die städtische Sportanlage Illoshöhe, die u. a. vom dort ansässigen Osnabrücker Turnerbund sowie vom VfL Osnabrück genutzt wird. Die Sportanlage des Spielverein 16 liegt am Blumenhaller Weg sowie ein Tennisclub an der Rheiner Landstraße.
Zu den geistlichen Einrichtungen in der Weststadt zählen die ev.-luth. Bonnuskirche und die kath. St.-Elisabeth-Kirche. Für die Angehörigen der altkatholischen Gemeinde werden Gottesdienste in der Bonnuskirche ermöglicht. In der Straße In der Barlage befindet sich die 1969 eingeweihte (neue) Synagoge, die 2008/2010 für 3,6 Millionen Euro erweitert wurde, nachdem die jüdische Gemeinde seit 1991 durch Zuzug von Kontingentflüchtlingen aus der ehemaligen Sowjetunion auf mehr als 1000 Mitglieder gestiegen war. Mit dem Heger Friedhof befindet sich darüber hinaus der größte Osnabrücker Friedhof im Stadtteil Weststadt.
Weitere Bildungseinrichtungen neben der Möser-Realschule und der Altstädter Schule sind die städtische Grundschule Rückertschule, die katholische Grundschule Elisabethschule, die Förderschule Horst-Koesling-Schule, die Montessori-Schule Osnabrück sowie eine Berufsfachschule für Pflegeberufe. Im Katharinenviertel sind außerdem Teile der Universität untergebracht.
Für den Brandschutz im Stadtteil sorgt die Ortsfeuerwehr Stadtmitte der Freiwilligen Feuerwehr Osnabrück am Kurt-Schumacher-Damm.

## Verkehrsanbindung
Von der Autobahn ist die Weststadt über die A 30-Anschlussstelle Osnabrück-Hellern erreichbar. Hauptverkehrsachse des Stadtteils ist die Martinistraße. Es verkehren die Buslinien M4, 15, 16, 17 und 10/20 über die Martini- bzw. Lotter Straße.

## Galerie

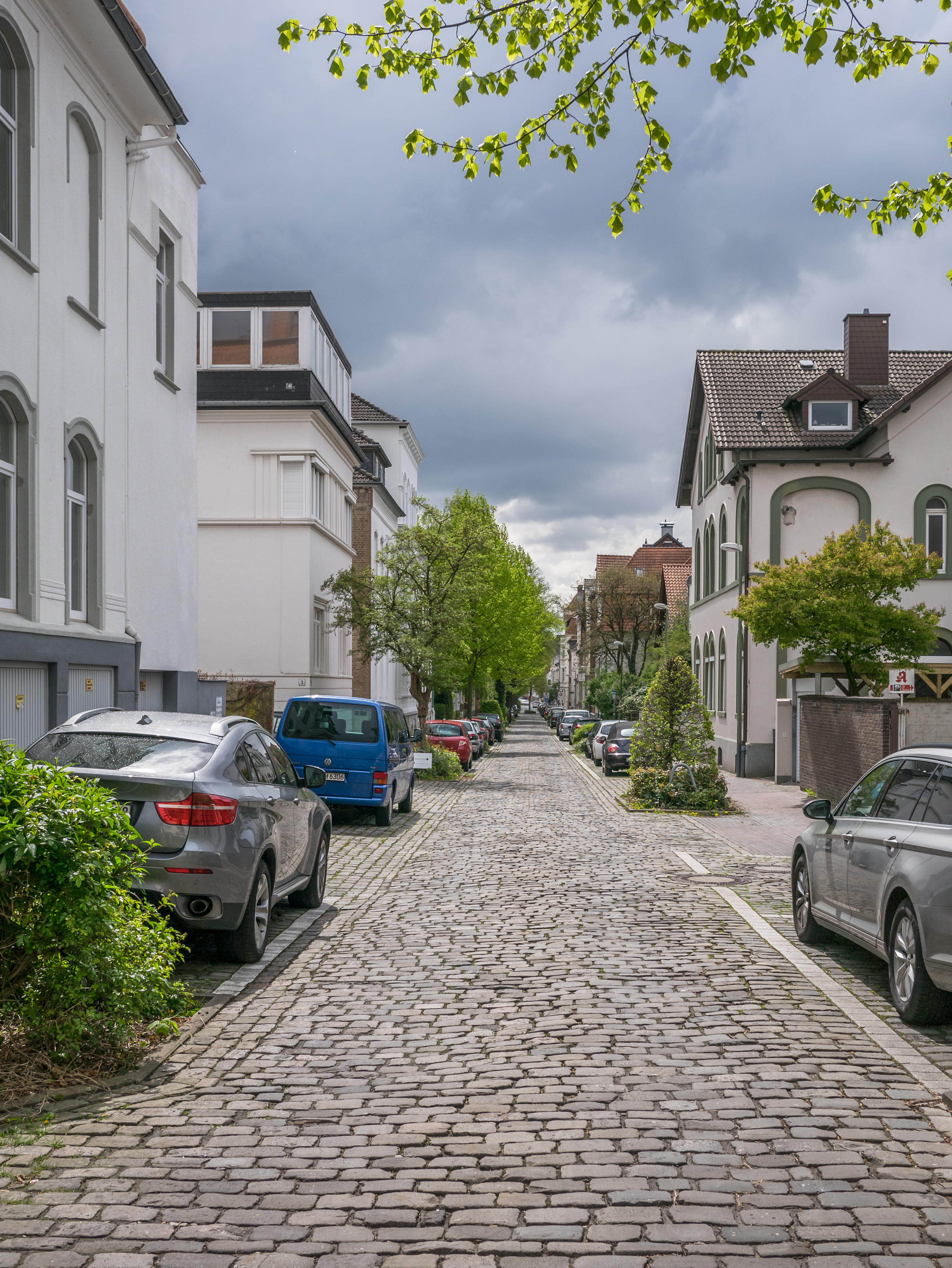
Typische Bebauung im Katharinenviertel (Herderstraße)
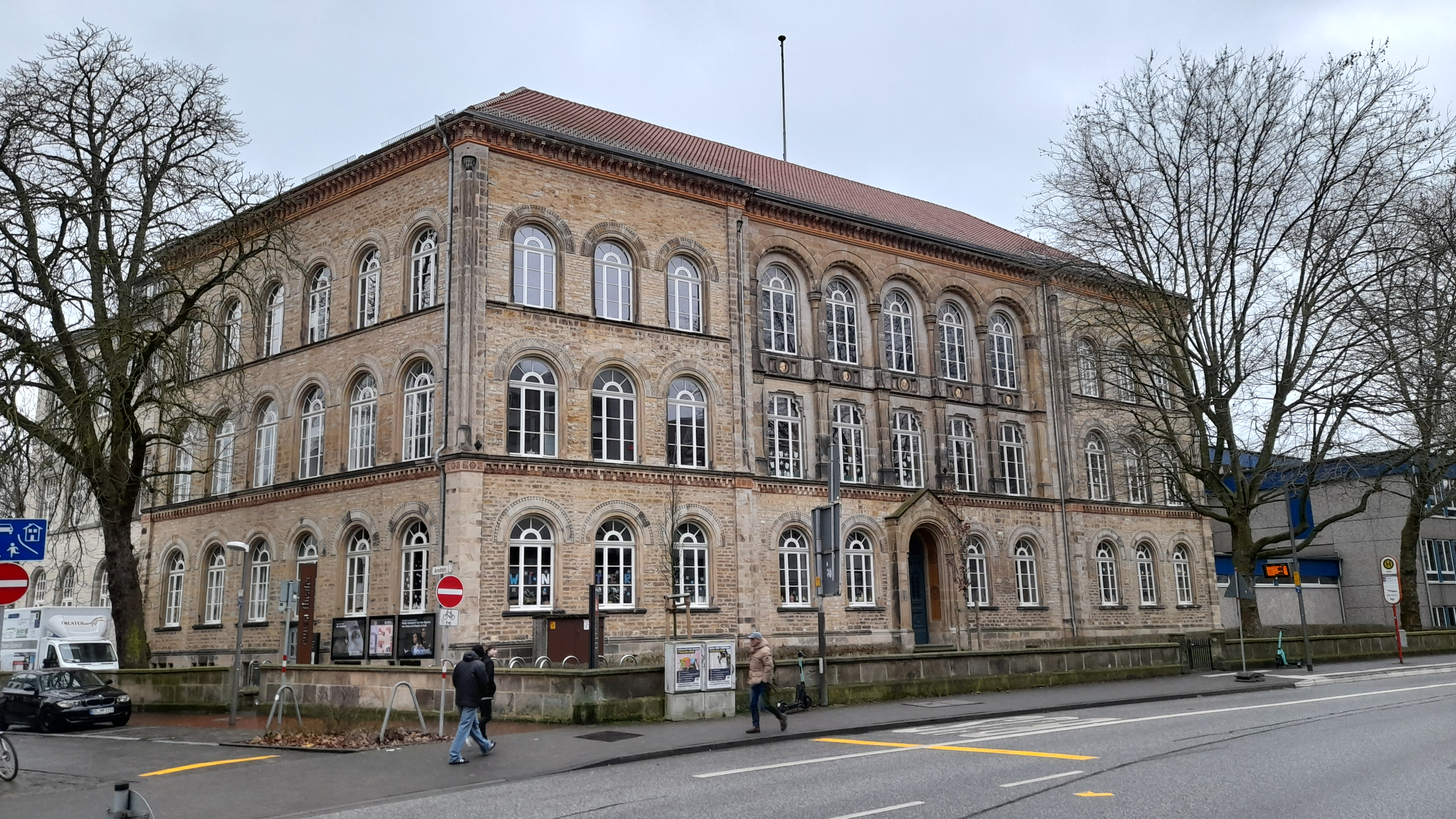
Schulgebäude Lotter Straße 6 mit emma-theater
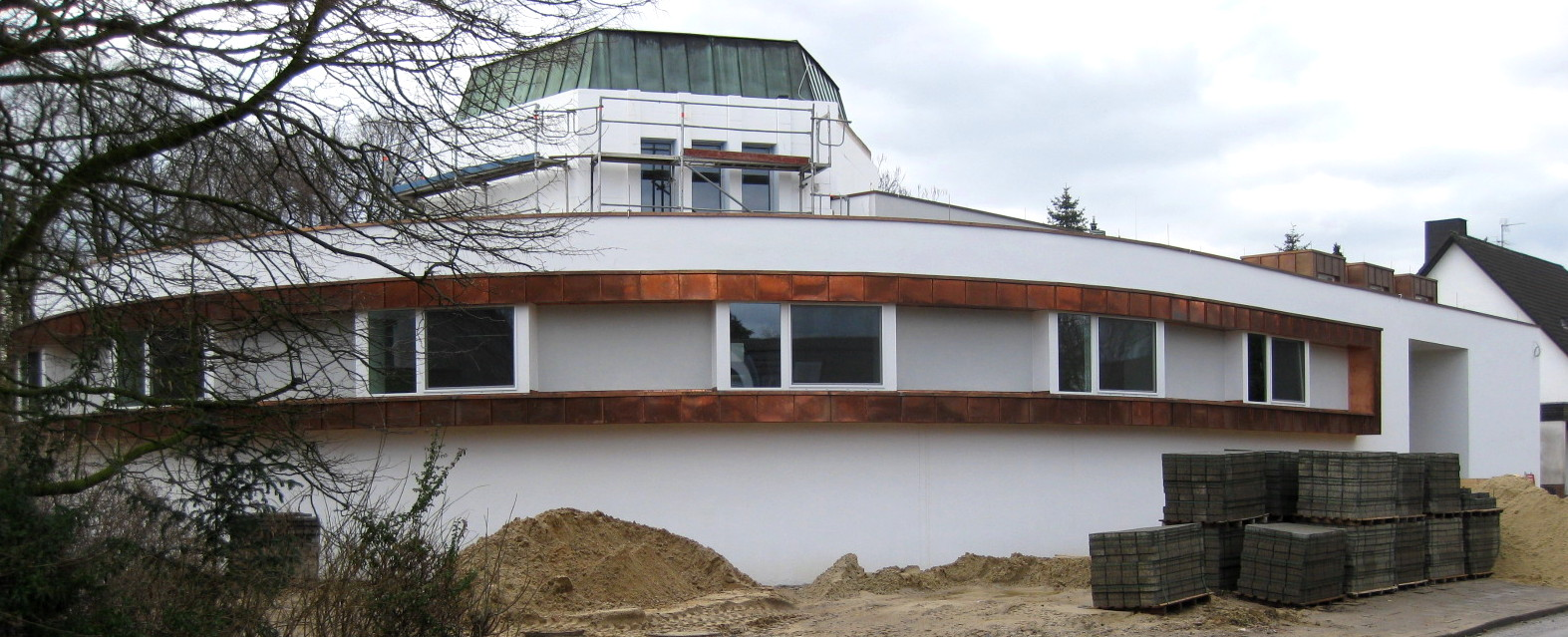
Neue Synagoge
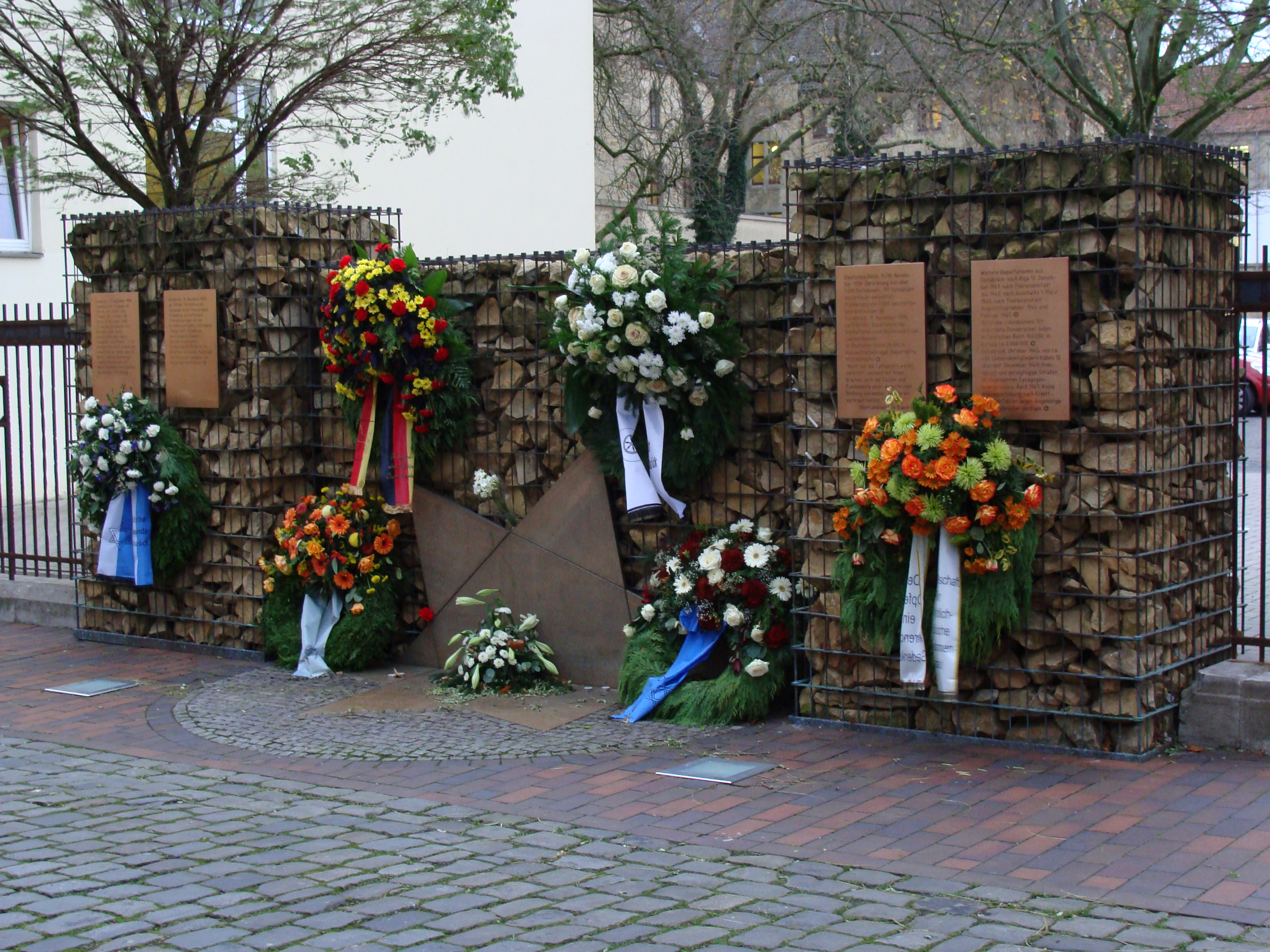
Mahnmal der Alten Synagoge
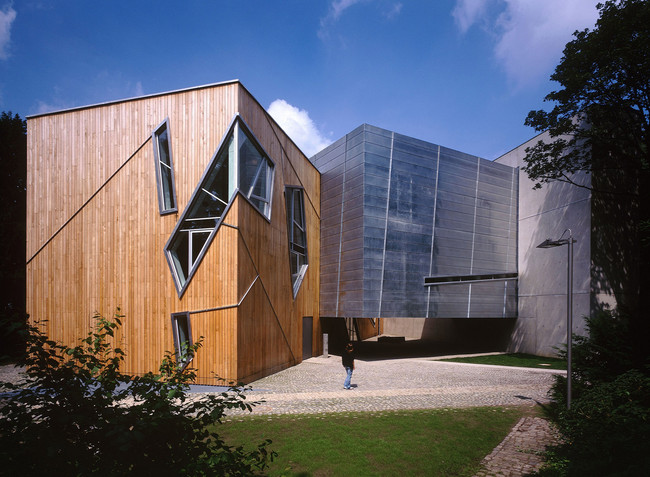
Felix-Nussbaum-Haus
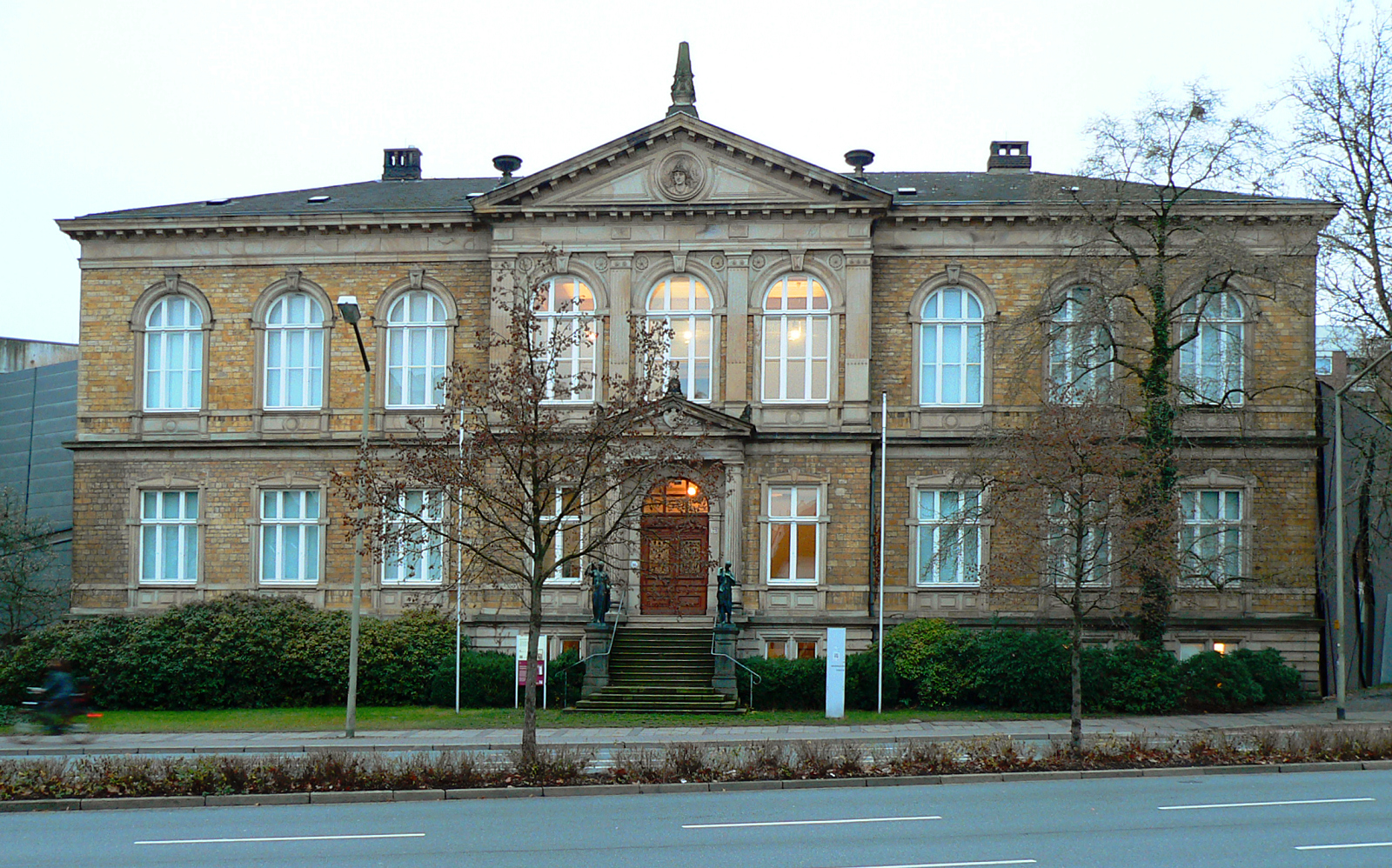
Kulturgeschichtliches Museum
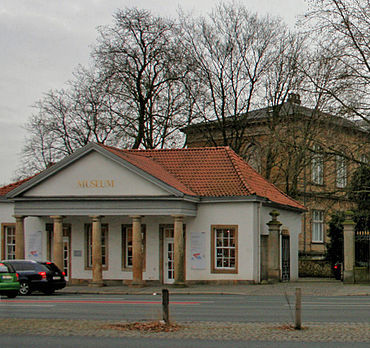
Akzisehaus
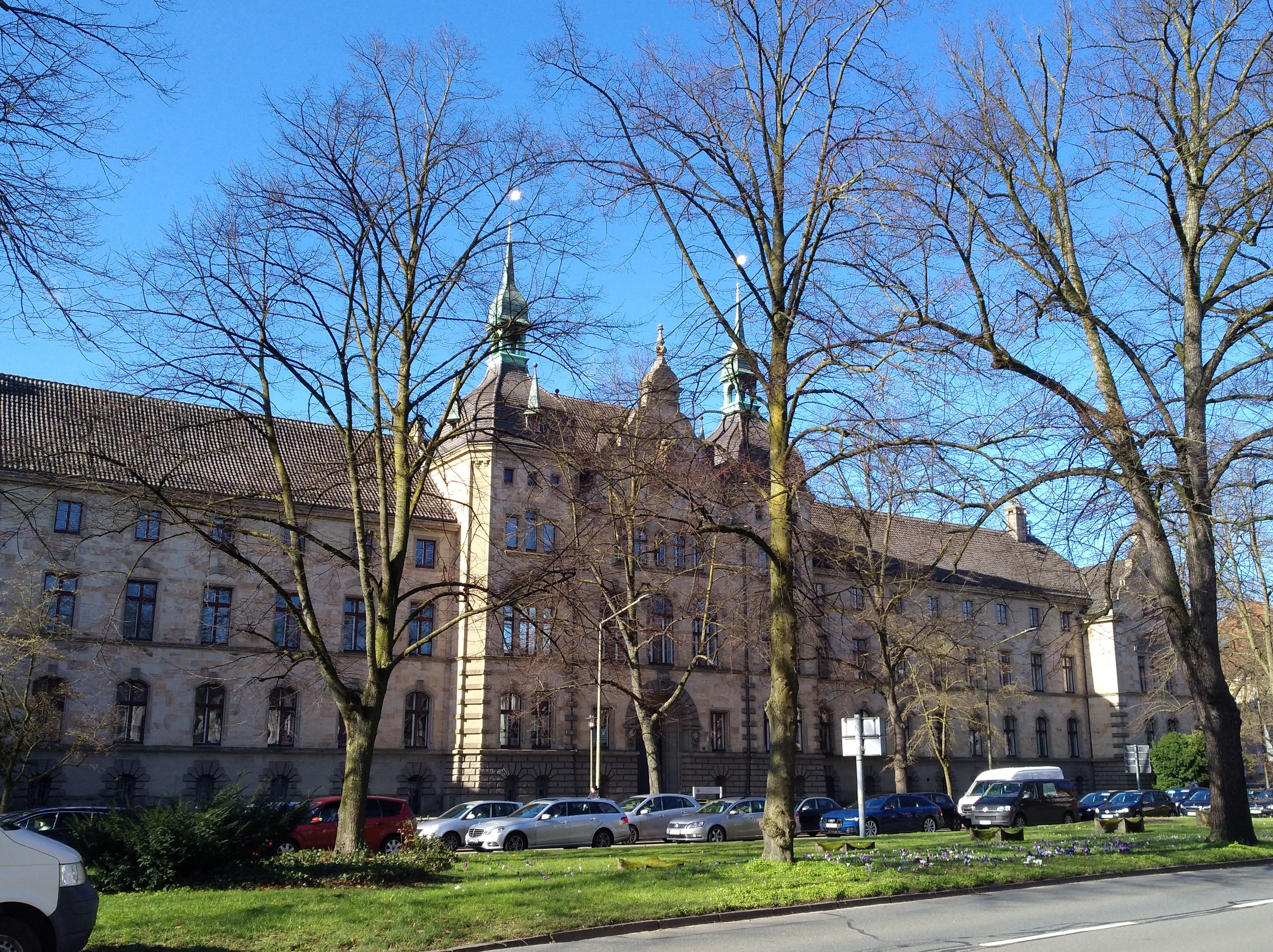
Polizeidirektion, ehem. Bezirksregierung